# Renaissance (film)
Pour les articles homonymes, voir Renaissance (homonymie).
Pour plus de détails, voir Fiche technique et Distribution.
Renaissance est un film d'animation relevant du polar de science-fiction, coproduit par la France, le Royaume-Uni et le Luxembourg, réalisé par Christian Volckman et sorti en 2006. Le film est presque entièrement en noir et blanc, et utilise la technique de la capture de mouvement (capture des mouvements, gestes et expressions du visage de véritables acteurs) pour présenter des personnages modélisés en 3D dans des graphismes à rendu 2D en noir et blanc sans nuances de gris. 
Le film est remarqué par la critique pour son originalité et son univers visuel réussi, mais suscite des réserves quant à son scénario. Il remporte deux prix dans des festivals d'animation, principalement le Cristal du long métrage au festival d'Annecy.

## Synopsis
L'action se déroule à Paris en 2054. Les voies sur berge de la Seine sont contenues dans des tunnels vitrés, des lofts immenses semblent flotter dans la nuit. Ilona Tasuiev, une jeune scientifique travaillant pour la toute-puissante société Avalon, dont les publicités inondent la ville, est enlevée par un inconnu. L'inspecteur Karas est chargé de la retrouver.
L'enquête de l'inspecteur Karas nous mènera dans le passé jusqu'en 2006. À cette époque, les recherches du professeur Jonas Muller sur le génome humain et la progéria furent abandonnées alors qu'elles devaient conduire à l'immortalité. En 2054, Ilona Tasuiev découvre le secret du professeur Muller. Mais ce secret est également convoité par la société Avalon et Paul Dellenbach son vice-président.

## Fiche technique
- Titre : Renaissance
- Réalisation : Christian Volckman
- Concept visuel original : Marc Miance
- Régisseur général : Ambroise Gayet
- Scénario :
  - Histoire originale : Alexandre de La Patellière et Matthieu Delaporte
  - Adaptation et dialogues : Alexandre de la Patellière, Matthieu Delaporte, Jean-Bernard Pouy et Patrick Raynal
- Production : Aton Soumache, Alexis Vonarb
- Studio d'animation 3D : Attitude Studio
- Musique originale : Nicholas Dodd
- Direction artistique : Pascal Valdes
- Montage : Pascal Tosi
- Sociétés de production : Onyx Films et Millimages, en coproduction avec France 2 Cinéma et Timefirm Limited
- Distribution : Pathé (France, sortie en salles), Miramax Films (États-Unis, sortie en salles)
- Budget : 18 millions de dollars
- Pays d'origine :  France,  Royaume-Uni,  Luxembourg
- Langue : français
- Format : noir et blanc (sauf quelques rares détails en couleur)
- Durée : 105 minutes
- Date de sortie : 15 mars 2006

## Distribution

### Interprétation corporelle (capture de mouvement)
- Robert Dauney : Barthélémy Karas
- Crystal Shepherd-Cross : Bislane Tasuiev
- Isabelle Van Waes : Ilona Tasuiev
- Max Hayter : Paul Dellenbach
- Marco Lorenzini : Jonas Muller
- Jerome Causse : Pierre Amiel
- Jean-François Wolff : Nusrat Farfella

### Cascadeurs
- Samir Bezzah : coordinateur cascade
- Philippe Bardelli : cascadeur
- Hakim Bezzah : cascadeur

### Voixoriginales françaises
- Patrick Floersheim : Barthélémy Karas
- Laura Blanc : Bislane Tasuiev
- Virginie Mery : Ilona Tasuiev
- Gabriel Le Doze : Paul Dellenbach
- Marc Cassot : Jonas Muller
- Bruno Choël : Pierre Amiel
- Marc Alfos : Nusrat Farfella
- Jim Adhi Limas : Nakata
- Daniel Lafourcade : Goran
- Patrick Gosselin : Di Borgo
- Yumi Fujimori : Reparaz
- Annie Milon : Nora
- Boris Rehlinger : Montoya
- Franck Soumah : Naghib
- Jérôme Pauwels : Dimitri

Direction artistique et adaptationJean-Marc Pannetier
PostsynchronisationFred Echelard

### Voixde la version anglaise
- Daniel Craig : Barthélémy Karas
- Catherine McCormack : Bislane Tasuiev
- Romola Garai : Ilona Tasuiev
- Jonathan Pryce : Paul Dellenbac
- Ian Holm : Jonas Muller
- Rick Warden : Pierre Amiel
- Kevork Malikyan : Nusrat Farfella

## Production

### Concept original et scénario
L'idée originale du film est conçue par Marc Miance en 1998 lors du festival Imagina 98, où Olivier Renouard lui montre une image fixe en images de synthèse en noir et blanc : Miance a alors l'idée d'un long métrage qui combinerait une animation réaliste en images de synthèse et un graphisme très épuré en noir et blanc sans nuances de gris. Miance convainc le producteur Aton Soumache et le réalisateur Christian Volckman, qui venaient de collaborer sur le court métrage Maaz, de travailler avec lui au projet ; Soumache convainc deux scénaristes, Matthieu Delaporte et Alexandre de la Patellière. Volckman commence à travailler à l'univers visuel du film, puis les deux scénaristes se fondent sur ces propositions pour réaliser une première version du scénario sans contrainte narrative particulière, qui dure 2h30 ; ils la retravaillent ensuite progressivement pour la condenser en un format plus court. 

### Tournage en capture de mouvement
La fabrication du film dure un peu moins de deux ans, en 2004 et 2005. L'animation utilise la technique de la capture de mouvement : elle consiste à faire jouer les scènes du film par de vrais acteurs dont le corps est parsemé de capteurs permettant d'enregistrer leur silhouette et leurs mouvements par ordinateur, ce qui fournit une base réaliste à l'animation de personnages en images de synthèse. Le tournage avec acteurs réels, supervisé par Attitude Studio, a lieu au Luxembourg et dure dix semaines. Pour Renaissance, le tournage avec des acteurs cherche à rendre non pas seulement les mouvements des acteurs, mais aussi quelque chose de leur jeu.

### Animatique et animation
Le cadrage des plans du film est déterminé ensuite, avec une grande marge de liberté autorisée par le fait que les scènes filmées de cette façon sont entièrement modélisées en trois dimensions. Une animatique complète du film est alors réalisée. Ce n'est qu'ensuite qu'a lieu l'animation proprement dite en images de synthèse qui produit les mouvements des personnages détaillés. Les éléments du film qui ne sont pas animés à l'aide de la capture de mouvement sont entièrement animés par infographie, selon la technique d'animation habituelle qui consiste à dessiner d'abord les positions-clés du mouvement (tâche réalisée par des « animateurs-clés ») puis à dessiner les images intermédiaires (tâche réalisée par des animateurs « intervallistes »). 
Une fois l'animation détaillée terminée, le rendu final du film, imitant des graphismes en deux dimensions, en noir et blanc et avec très peu de nuances de gris, est ajouté par-dessus les modèles en images de synthèse, ce qui nécessite un travail approfondi sur les éclairages et les textures. Un logiciel de rendu noir et blanc est développé pour les besoins du film. Le rendu de chaque élément d'une scène est d'abord travaillé séparément, puis les éléments de la scène sont assemblés à l'aide d'un logiciel spécifique. L'animation de détail des vêtements des personnages, ainsi que les effets tels que la profondeur de champ, la pluie ou les reflets, sont ajoutés lors de cette dernière étape. L'animation dans son rendu définitif est terminée un an environ après la fin du tournage en capture de mouvement.

## Accueil critique

### En France
À sa sortie en France le 15 mars 2006, le film reçoit un accueil globalement favorable dans la presse. Le site AlloCiné recense vingt-neuf critiques de presse qui donnent au film une note moyenne de 3,7 sur 5, six critiques lui décernant la note maximale, onze la note de 4 sur 5, neuf la note de 3 sur 5 et trois une note de 2 sur 5.
Parmi les critiques les plus favorables, celle de Studio Magazine voit dans le film « une merveille d'animation et de cinéma » et une preuve d'un savoir-faire français original en matière d'animation ; il apprécie l'« étonnante complexité » du scénario, l'alliance réussie entre réalisme et dimension graphique dans l'animation, et « l'atmosphère troublante » créée par l'univers, que le critique rapproche de celui du Metropolis de Fritz Lang. Dans L'Écran fantastique, Emmanuel Denis estime que « Renaissance doit être considéré avant tout comme une réussite (...) parce qu'il bénéficie d'une identité formelle originale, ensuite parce qu'il offre un divertissement de science-fiction de qualité. »
Plusieurs critiques saluent la réussite visuelle et créative du film, mais estiment que le scénario présente des faiblesses. Dans Télérama, Cécile Mury apprécie en particulier l'univers du film, qui « joue magistralement avec une certaine décrépitude rétro-futuriste », et qu'elle rapproche de la bande dessinée La Foire aux immortels de Bilal, du film Blade Runner et de l'adaptation cinématographique du comic Sin City. Elle estime en revanche que la faiblesse du film réside dans une histoire « linéaire et sans surprise », « pas vraiment à la mesure de la créativité déployée dans les images », mais juge que la « poésie trouble » de l'ensemble compense cette faiblesse. Dans Libération (journal)|Libération, Didier Peron loue « l'ambition et l'audace » du réalisateur et le « travail titanesque » déployé par la production ; il estime que le résultat, « visuellement impressionnant », est à la hauteur de ses concurrents asiatiques, et a « valeur de borne pour déterminer les nouveaux horizons de l'animation hexagonale en 3D ». Il apprécie également les nombreuses références cinématographiques du réalisateur (Orson Welles et Fritz Lang, Blade Runner, Bienvenue à Gattaca, Ghost in the Shell) et l'univers du Paris de 2054. Il juge en revanche que le film « pèche terriblement par son scénario », que les personnages sont des « clichés ambulants », reproche aux dialogues leur « maladresse », et juge le doublage des voix « désastreux ». Dans Première, Gael Colhen, qui donne au film deux étoiles sur quatre, apprécie l'alliance entre « graphisme stylé et animation hyperréaliste » et juge que le décor est la vraie réussite du film, tout en regrettant que l'ensemble reste trop ludique et ressemble à « une bande démo pour vanter les mérites du jeune studio ». Dans L'Humanité, Vincent Ostria voit dans Renaissance « un spectacle stylé qui impressionne surtout nos rétines. »
Parmi les critiques les plus négatives, celle du Monde, par Thomas Sotinel, juge que « l'échec est à la hauteur de l'ambition ».

### Aux États-Unis
Aux États-Unis, où le film est projeté dans plusieurs festivals en septembre-octobre 2006, le film reçoit un accueil plus contrasté. Le site agrégateur de critiques Metacritic confère au film une note moyenne de 57 sur 100 fondée sur vingt-sept critiques de presse, tandis qu'un autre, Rotten Tomatoes, lui confère une note moyenne de 47 sur 100 basée sur 73 critiques de presse.

## Box office
Lors de sa sortie en France en mars 2006, le film, exploité dans 91 salles, réalise un très bon démarrage avec 141 366 entrées. Ce démarrage ne se prolonge cependant pas, puisqu'au total le film aurait attiré environ 264 000 spectateurs en France. Dans le monde, le film rapporte environ 1,8 million de dollars en salles, ce qui, comparé à son budget de 18 millions de dollars environ, représente un échec commercial.

## Distinctions
Renaissance obtient le Cristal du long métrage au Festival international du film d'animation d'Annecy en 2006. En 2007, il remporte le Grand prix en argent du film de fantasy européen au festival Fantasporto à Porto au Portugal. Renaissance a également été présélectionné aux Oscar 2007.[réf. nécessaire]

## Bande originale du film
La musique originale du film est composée principalement par Nicholas Dodd, qui compose et dirige la musique orchestrale avec l'orchestre Philharmonia de Londres. Louis Warbeck compose plusieurs autres morceaux. Trois morceaux ponctuels sont réalisés respectivement par le compositeur britannique Chris Clark et par deux groupes britanniques, Plaid et LFO. En outre, bien que non crédité au générique, on peut entendre dans certaines scènes le Nocturne °15 (op.55) de Chopin.[réf. nécessaire]
La bande originale du film est coéditée par 22d éditions, Onyx Films et Naïve Records en 2006.

## Éditions en vidéo
Le film est édité en DVD en septembre 2006, dans une édition simple et dans une édition de luxe en coffret comprenant la bande originale du film et un livre de making of.

### Conférences
- Forum des images:"Renaissance" de Christian Volckman analysé par Gilles Ciment   le  6 juin 2007 . Vidéo.